# Obemannade lastrymdskepp
Sedan slutet av 1970-talet har flera obemannade farkoster konstruerats för att förse flera olika rymdstationer med olika typer av förnödenheter. Den första var den sovjetiska Progress 7K-TG. En versioner av den används än idag.

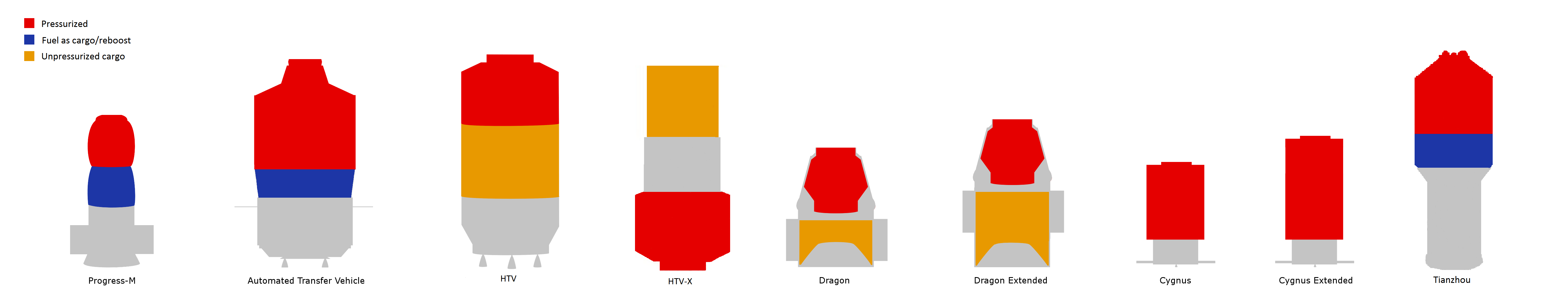

| Farkost                   | Ursprung               | Tillverkare               | Raket                                     | Längd (m) | Diameter (m) | Tomvikt (kg) | Uppskjutningsvikt (kg) | Last (kg)                           | Last (m³)                                  | Returlast (kg) | Status           |
| ------------------------- | ---------------------- | ------------------------- | ----------------------------------------- | --------- | ------------ | ------------ | ---------------------- | ----------------------------------- | ------------------------------------------ | -------------- | ---------------- |
| Progress 7K-TG            | Sovjetunionen          | Energia                   | Sojuz-U                                   | 7,94      | 2,72         |              | 7 020 - 7 249          | 2 300 - 2 500                       | 6,6                                        |                | Avvecklad        |
| TKS                       | Sovjetunionen          |                           | Proton-K                                  |           | 4,15         |              |                        |                                     |                                            | -              | Avvecklad        |
| Progress-M 11F615A55      | Sovjetunionen Ryssland | Energia                   | Sojuz-U Sojuz-U2                          | 7,2       | 2,72         |              | 7 130                  | 2 600                               | 7,6                                        | 150 (Raduga)   | Avvecklad        |
| Progress-M1               | Ryssland               | Energia                   | Sojuz-U Sojuz-FG                          |           | 2,72         |              | 7 150                  | 2 230                               |                                            | -              | Avvecklad        |
| Progress-M 11F615A60      | Ryssland               | Energia                   | Sojuz-U Sojuz-2.1a                        | 7,2       | 2,72         |              | 7 150                  | 2 230                               | 7,6                                        | -              | Avvecklad        |
| Progress-MS               | Ryssland               | Energia                   | Sojuz-2.1a                                | 7,2       |              | 7 150        | 2 230                  |                                     |                                            | -              | Aktiv            |
| ATV                       | Europa                 | EADS                      | Ariane 5ES                                | 10,3      | 4,5          | 10 470       | 20 750                 | 7 667                               | 48 (trycksatt)                             | -              | Avvecklad        |
| Dragon                    | USA                    | SpaceX                    | Falcon 9 v1.0 Falcon 9 v1.1 Falcon 9 v1.2 | 6,1       | 3,7          | 4 200        | 10 200                 | 3 310                               | 10,0 (trycksatt) + 14 eller 34 (trycklöst) | 2 500          | Avvecklad        |
| Dragon V2                 | USA                    | SpaceX                    | Falcon 9 v1.2 Falcon 9 Block 5            | 8,1       | 3,7          |              |                        |                                     |                                            |                | Aktiv            |
| HTV                       | Japan                  | JAXA                      | H-IIB                                     | 10        | 4,4          | 10 500       | 16 500                 | 6 000                               | 14 (trycksatt) + 16 (trycklöst)            |                | Avvecklad        |
| HTV-X                     | Japan                  | JAXA                      | H-III                                     |           |              |              |                        |                                     | 78                                         |                | Under utveckling |
| Cygnus (standard)         | USA                    | Orbital                   | Antares 110 Antares 120 Antares 130       | 5,14      | 3,07         | 1 500        |                        | 2 000                               | 18,9                                       | -              | Avvecklad        |
| Cygnus (förstärkt)        | USA                    | Orbital ATK               | Antares 230 Atlas V 401 Falcon 9 Block 5  | 6,34      | 3,07         | 1 800        |                        | 2 700                               | 27                                         | -              | Aktiv            |
| Tianzhou                  | Kina                   |                           | Chang Zheng 7                             | 9,0       | 3,35         |              | 13 500                 | 6 500                               |                                            | -              | Aktiv            |
| Dream Chaser Cargo System | USA                    | Sierra Nevada Corporation | Vulcan Centaur                            |           |              |              |                        | 5 000 (trycksatt) + 500 (trycklöst) |                                            | 1 750          | Under utveckling |